# Burak İnce
Burak İnce (ur. 20 stycznia 2004 w Manisie) – turecki piłkarz grający na pozycji pomocnika lub skrzydłowego.

## Kariera juniorska
İnce grał jako junior w Manisasporze (2014–2015) i Altınordu FK (2015–2019).

## Kariera seniorska

### Altınordu FK
İnce zadebiutował w pierwszej drużynie Altınordu FK 18 sierpnia 2019 w meczu z Hataysporem (0:1). Pierwszą bramkę zdobył 14 września 2019 w wygranym 4:1 spotkaniu przeciwko Eskişehirsporowi. Łącznie dla tego klubu rozegrał 71 meczów i strzelił 10 goli.

### Arminia Bielefeld
İnce przeniósł się do Arminii Bielefeld 20 stycznia 2020 za 1,35 mln €. Zadebiutował u nich 13 marca 2022 w meczu z Borussią Dortmund (0:1). Ostatecznie wystąpił w ich barwach 8 razy, nie zdobył żadnej bramki.

### Śląsk Wrocław
İnce przeszedł do Śląska Wrocław 13 lipca 2019. Zadebiutował u nich 29 lipca 2023 w meczu z Zagłębiem Lubin (1:2). Pierwszą bramkę zdobył 15 września 2023 w wygranym 3:1 spotkaniu przeciwko Puszczy Niepołomice.
İnce w latach 2023–2024 zagrał 4 mecze w rezerwach Śląska, strzelił w nich jednego gola.

## Kariera reprezentacyjna

### Młodzieżowe reprezentacje Turcji
İnce w 2018 zagrał 4 mecze dla reprezentacji Turcji U-14 (jeden gol), w latach 2018–2019 13 razy wystąpił w barwach reprezentacji Turcji U-15 (5 bramek). W 2019 rozegrał 8 meczów dla Turcji U-16, strzelił w nich 4 gole. W latach 2020–2023 dziewięciokrotnie zagrał w kadrze Turcji U-19, zdobył dla niej 3 bramki. W 2025 zadebiutował w reprezentacji Turcji U-20.

### Turcja U-21
İnce zaliczył debiut w kadrze Turcji U-21 30 marca 2021 w przegranym 0:1 spotkaniu przeciwko Serbii. Pierwszego gola strzelił 10 września 2024 w meczu z San Marino (6:1).

## Statystyki

### Klubowe
(aktualne na dzień 23 maja 2025)
| Klub               | Sezon              | Liga               | Liga  | Liga   | Puchar kraju | Puchar kraju | Europa | Europa | Suma  | Suma   |
| Klub               | Sezon              | Liga               | Mecze | Bramki | Mecze        | Bramki       | Mecze  | Bramki | Mecze | Bramki |
| ------------------ | ------------------ | ------------------ | ----- | ------ | ------------ | ------------ | ------ | ------ | ----- | ------ |
| Altınordu FK       | 2019/20            | TFF 1. Lig         | 21    | 2      | 3            | 0            | –      | –      | 24    | 2      |
| Altınordu FK       | 2020/21            | TFF 1. Lig         | 28    | 5      | 2            | 1            | –      | –      | 30    | 6      |
| Altınordu FK       | 2021/22            | TFF 1. Lig         | 15    | 1      | 2            | 1            | –      | –      | 17    | 2      |
| Altınordu FK       | Ogólnie            | Ogólnie            | 64    | 8      | 7            | 2            | 0      | 0      | 71    | 10     |
| Arminia Bielefeld  | 2021/22            | Bundesliga         | 5     | 0      | 0            | 0            | –      | –      | 5     | 0      |
| Arminia Bielefeld  | 2022/23            | 2. Bundesliga      | 2     | 0      | 1            | 0            | –      | –      | 3     | 0      |
| Arminia Bielefeld  | Ogólnie            | Ogólnie            | 7     | 0      | 1            | 0            | 0      | 0      | 8     | 0      |
| Śląsk Wrocław      | 2023/24            | Ekstraklasa        | 16    | 2      | 1            | 0            | –      | –      | 17    | 2      |
| Śląsk Wrocław      | 2024/25            | Ekstraklasa        | 19    | 2      | 1            | 0            | 3      | 0      | 23    | 2      |
| Śląsk Wrocław      | Ogólnie            | Ogólnie            | 35    | 4      | 2            | 0            | 3      | 0      | 40    | 4      |
| Śląsk II Wrocław   | 2023/24            | III liga           | 3     | 1      | 0            | 0            | –      | –      | 3     | 1      |
| Śląsk II Wrocław   | 2024/25            | III liga           | 1     | 0      | 0            | 0            | –      | –      | 1     | 0      |
| Śląsk II Wrocław   | Ogólnie            | Ogólnie            | 4     | 1      | 0            | 0            | 0      | 0      | 4     | 1      |
| Ogólnie w karierze | Ogólnie w karierze | Ogólnie w karierze | 110   | 13     | 10           | 2            | 3      | 0      | 123   | 15     |

### Reprezentacyjne
(aktualne na dzień 23 maja 2025)
| Reprezentacja      | Rok                | Mecze | Bramki |
| ------------------ | ------------------ | ----- | ------ |
| Turcja U-14        | 2018               | 4     | 1      |
| Ogólnie            | Ogólnie            | 4     | 1      |
| Turcja U-15        | 2018               | 3     | 2      |
| Turcja U-15        | 2019               | 10    | 3      |
| Ogólnie            | Ogólnie            | 13    | 5      |
| Turcja U-16        | 2019               | 8     | 4      |
| Ogólnie            | Ogólnie            | 8     | 4      |
| Turcja U-19        | 2020               | 1     | 0      |
| Turcja U-19        | 2022               | 5     | 3      |
| Turcja U-19        | 2023               | 3     | 0      |
| Ogólnie            | Ogólnie            | 9     | 3      |
| Turcja U-20        | 2025               | 1     | 0      |
| Ogólnie            | Ogólnie            | 1     | 0      |
| Turcja U-21        | 2021               | 1     | 0      |
| Turcja U-21        | 2023               | 1     | 0      |
| Turcja U-21        | 2024               | 4     | 1      |
| Turcja U-21        | 2025               | 1     | 1      |
| Ogólnie            | Ogólnie            | 7     | 2      |
| Ogólnie w karierze | Ogólnie w karierze | 42    | 15     |

## Sukcesy
Sukcesy w karierze klubowej:

### Śląsk Wrocław
- Wicemistrzostwo Polski (1×): 2023/2024